# Villy-le-Pelloux
Villy-le-Pelloux là một xã trong tỉnh Haute-Savoie thuộc vùng Auvergne-Rhône-Alpes đông nam Pháp.